# Kim tự tháp Pepi I
Kim tự tháp Pepi I, nằm ở phía nam khu nghĩa trang Saqqara, được xây dựng bởi pharaon Pepi I - người cai trị thứ hai của Vương triều thứ 6 của trong lịch sử Ai Cập. Trước đây kim tự tháp Pepi I được đo với độ cao là 52,5 mét với các cạnh dài 78,75 mét, nghiêng một góc 53°07'48". Nhưng ngày nay, kim tự tháp đã trở nên điêu tàn, và độ cao của nó giờ đây chỉ còn 12 mét.
Kim tự tháp của Pepi I còn được biết đến với cái tên gọi "Vẻ đẹp trường tồn của Pepi".

## Lịch sử khảo cổ
Kim tự tháp Pepi I lần đầu tiên được nghiên cứu bởi John Shae Perring vào những năm 1830. Vào năm 1881, Gaston Maspero đã tiến hành nghiên cứu những căn phòng bên dưới lòng đất và thấy được rất nhiều các văn khắc trên kim tự tháp. Kim tự tháp này tiếp tục được nghiên cứu bởi Jean-Philippe Lauer và Jean Sainte-Fare Garnot, nhưng kể từ năm 1963 thì Audran Labrousse và Jean Leclant đã tiếp quản công việc này. Ngoài việc khai quật nơi đây, họ đã phát hiện thêm các phức hợp kim tự tháp nhỏ hơn của các hậu phi của Pepi.

## Cấu trúc phức hợp
Cấu trúc của phức hợp Pepi I gần như là một bản sao hoàn hảo của phức hợp Teti - vua cha của Pepi, nhưng cũng đã bị hủy hoại như kim tự tháp của nó. Thái tử Khaemwaset, con của Ramesses II Đại đế, đã để lại những dòng chữ cho thấy rằng, kim tự tháp đã xuống cấp nghiêm trọng trong thời kỳ của cha ông, và ông cũng đã cho phục hồi một phần của kim tự tháp.
Ngôi đền thung lũng đã không còn, và con đường đắp cao nối giữa nó với phức hợp chỉ còn lại những tàn tích. Một kim tự tháp vệ tinh nằm ở góc đông nam của kim tự tháp chính. Hành lang của nó cũng dẫn xuống một căn phòng nhỏ.
Đường đắp cao nằm ở phía đông bắc, dẫn vào một khoảng sân đầy các trụ đá. Hành lang nối liền giữa khoảng sân bên ngoài với một nhà nguyện nhỏ, rồi dẫn đến một sảnh thờ có một cánh cửa giả trên mặt đông của kim tự tháp và dấu tích của một bàn thờ. Xung quanh những cấu trúc trên là những căn phòng phụ để chứa lễ vật. Nằm rải rác trong đống tàn dư là những bức tượng đá vôi đang quỳ gối của kẻ thù của vua Pepi, tay trói sau lưng như thể sắp bị chém đầu. Đây cũng là bài học răn đe những kẻ có ý phá hoại những công trình đền đài của các bậc đế vương. Những bức tượng như thế này được tìm thấy ở các kim tự tháp của vua Djedkare, Teti và Pepi II.

### Kim tự tháp chính
Lõi kim tự tháp của Pepi I có 6 tầng và được xây tương tự như cấu trúc của Djedkare, với những viên gạch bằng đá vôi được kết dính bằng vữa đất sét, bên ngoài có phủ vôi trắng. Một điều đặc biệt là nhiều viên gạch có mang tên của thái hậu Sesheshet - mẹ của vua Teti và là bà nội của vua Pepi I, được tìm thấy bên trong lõi kim tự tháp. Ngày nay phần lõi chỉ còn lại những tầng bên dưới.
Cửa vào kim tự tháp nằm ở phía bắc, có lẽ một miếu thờ nhỏ từng tồn tại nơi đây nhưng đã bị không còn. Hành lang dẫn xuống bên dưới bị chặn bởi bởi 3 phiến đá granite, băng qua chúng sẽ tới được phòng ngoài. Phía tây phòng ngoài là căn phòng chôn cất chính và phía đông là căn phòng serdab - nơi chứa những bức tượng linh hồn của nhà vua. Trần phòng ngoài và phòng chính gồm 3 lớp gạch, mỗi lớp 16 viên gạch, được trang trí những ngôi sao màu trắng trên nền trời đêm. Những ký tự tượng hình được viết bằng mực xanh chi chít trên các bức tường.
Nhiều thứ được tìm thấy bên trong phòng mộ: 1 cỗ quan tài bằng đá đen đã bị vỡ cùng 1 rương đá granite hồng đựng bình nội tạng của nhà vua, những mảnh vỡ của những bình thạch cao đựng nội tạng, một con dao nhỏ, 1 mảnh vải lanh và 1 chiếc dép trái bằng vỏ cây. Người ta cũng phát hiện được một phần xác ướp, phần lớn là của Pepi I.

## Kim tự tháp của các hậu phi

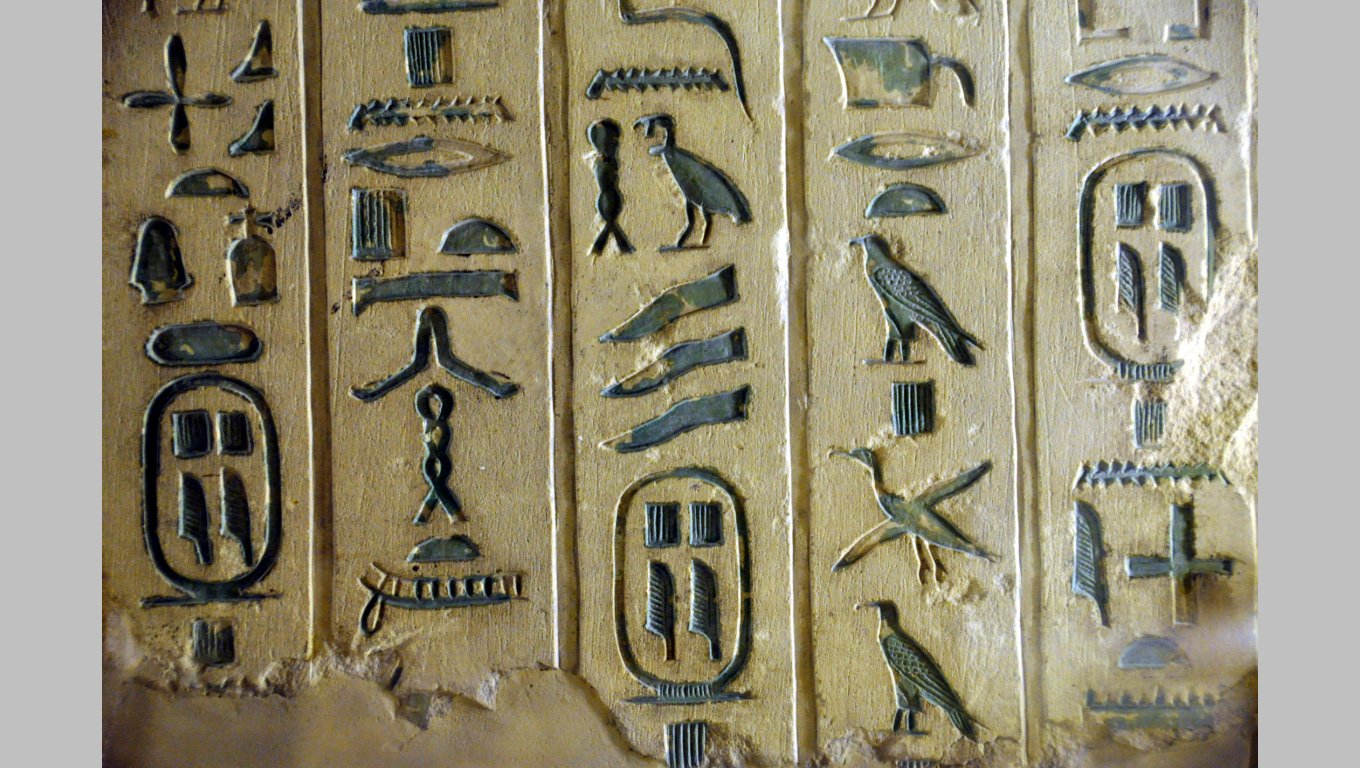
Chữ khắc trong mộ của Pepi I

Phía nam của khu phức hợp là 6 ngôi mộ kim tự tháp của các bà vợ của Pepi I: Nubwenet, Ankhesenpepi II, Meritites IV và Inenek-Inti. Các kim tự tháp dưới đây được liệt kê lần lượt theo hướng từ đông sang tây.

### Kim tự tháp Nubwenet
Kim tự tháp của hoàng hậu Nubwenet được xây bằng đá vôi, nằm ở cực đông của phức Pepi, hiện giờ chỉ còn lại là phế tích. Có một ngôi đền nhỏ nằm phía đông kim tự tháp, nhưng nó đã bị phá vỡ. Cấu trúc của ngôi đền này tương tự với của vua Pepi nhưng đơn giản hơn nhiều.
Có một dấu tích của bàn thờ ở nhà nguyện Bắc, nơi dẫn vào kim tự tháp. Hành lang dẫn xuống phòng chôn cất bị chặn bởi một phiến đá granite. Phòng chôn cất không được khắc văn tự, có mái bằng, bên trong chỉ có những mảnh vỡ của một cỗ quan tài granite hồng. Căn phòng nhỏ hơn ở phía đông, hay phòng serdab, có chứa những vật dụng bằng gỗ.

### Kim tự tháp Inenek-Inti
Kim tự tháp của hoàng hậu Inenek-Inti nằm ngay phía tây của Nubwenet. Xét về kích thước thì kim tự tháp và đền thờ của phức hợp Inenek-Inti có phần nhỉnh hơn của Nubwenet, có tường bao xung quanh và một kim tự tháp vệ tinh. Ngôi đền tang lễ của kim tự tháp này rất đặc biệt, nó bao quanh cả ba mặt bắc - đông - nam của kim tự tháp chính, bên trong có nhiều phòng phụ, một sảnh thờ, một khoảng sân rộng và một miếu nhỏ để đặt tượng. Về mặt cấu trúc vẫn không khác gì mấy so với của Nubwenet. Phòng chôn cất không chứa bất cứ một món đồ gì cả.

### Kim tự tháp Tây Nam
Kim tự tháp Tây Nam có lẽ cũng thuộc về một người phụ nữ nhưng lại không rõ tên. Một dòng chữ cho thấy bà là "Con gái cả của nhà vua", có thể là con gái của Pepi. Ngôi đền tang lễ của kim tự tháp được xây khá vội vàng nhưng cũng không còn trụ lại được theo thời gian. Những mảnh vỡ của các phù điêu trong đống đổ nát có mang khung tên của vua Pepi.
Cấu trúc bên dưới và bên ngoài kim tự tháp cũng tương tự với của 2 hoàng hậu ở trên. Trong căn phòng chôn cất, người ta tìm được 2 cuộn vải lanh mịn, một chiếc dép bằng gỗ mạ vàng, những cái móc bằng đồng và những món đồ gỗ như trong mộ của hoàng hậu Nubwenet. Ngoài ra là một cỗ quan tài granite bị vỡ và những cái hũ bằng đất nung.

### Kim tự tháp Meritites
Kim tự tháp ở phía nam của Kim tự tháp Tây Nam thuộc sở hữu của một phụ nữ tên Meritites (hay Meritites IV để phân biệt với những người khác), được gọi là "Con gái của Vua và là vợ của Vua". Kim tự tháp này ít được biết đến và hầu như không còn nguyên vẹn. Ở phía bắc Kim tự tháp Tây Nam là mộ của hoàng tử Hornetjerkhet, con trai của một thứ phi tên Mehaa.

### Kim tự tháp Ankhesenpepi III

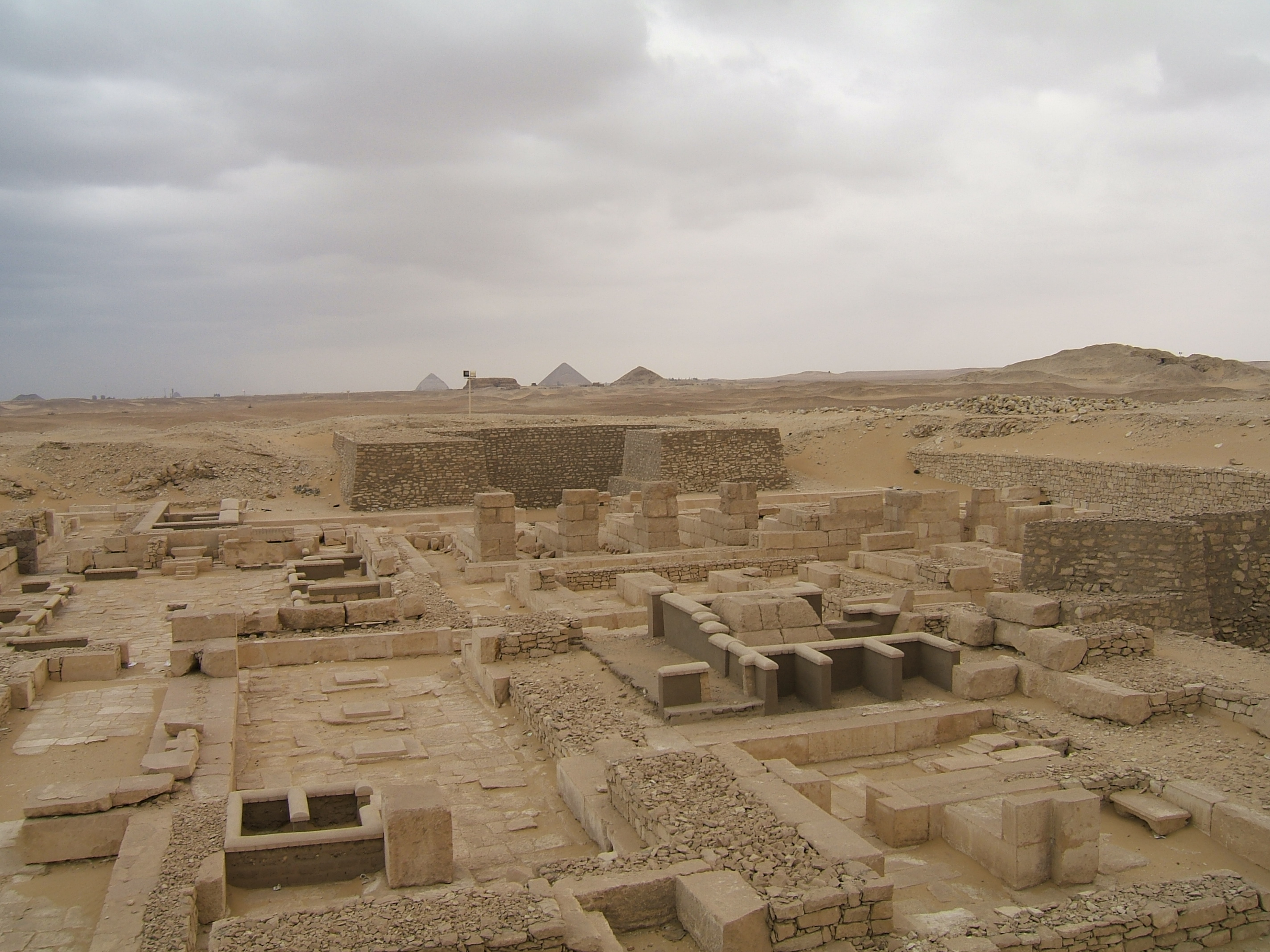
Kim tự tháp của Ankhesenpepi II

Kim tự tháp Ankhesenpepi III nằm ngay sát góc tây nam phức hợp Pepi. Căn phòng chôn cất bị hư hại nặng nề có đặt một cỗ quan tài bằng sa thạch, nắp của nó lại bằng granite có mang tên của bà. Ankhesenpepi III là con gái của Ankhesenpepi II, cũng là vợ và là chị em với Pepi II.

### Kim tự tháp Ankhesenpepi II
Hoàng hậu Ankhesenpepi II là em gái của hoàng hậu Ankhesenpepi I, cả hai đều là vợ của Pepi I. Ankhesenpepi II về sau lại tái giá với chính người cháu của mình, vua Merenre Nemtyemsaf I, con của Pepi I và Ankhesenpepi I, sinh ra Pepi II.
Phòng chôn cất của Ankhesenpepi II được khắc đầy chữ bằng mực xanh lá, là kim tự tháp duy nhất trong 6 ngôi mộ được khắc văn tự. Cỗ quan tài bằng đá bazan có khắc tên và tước vị của hoàng hậu. Những phần xương được tìm thấy tại đây thuộc về một người phụ nữ trung niên, có lẽ là của Ankhesenpepi II. Kế bên kim tự tháp của bà là một bút tháp, được cho là cổ nhất thuộc thời kỳ Cổ vương quốc.